# Sainte-Marie-au-Bosc
Sainte-Marie-au-Bosc är en kommun i departementet Seine-Maritime i regionen Normandie i norra Frankrike. Kommunen ligger i kantonen Criquetot-l'Esneval som tillhör arrondissementet Le Havre. År 2022 hade Sainte-Marie-au-Bosc 359 invånare.

## Befolkningsutveckling
Antalet invånare i kommunen Sainte-Marie-au-Bosc
| Referens: INSEE |